# Güveç

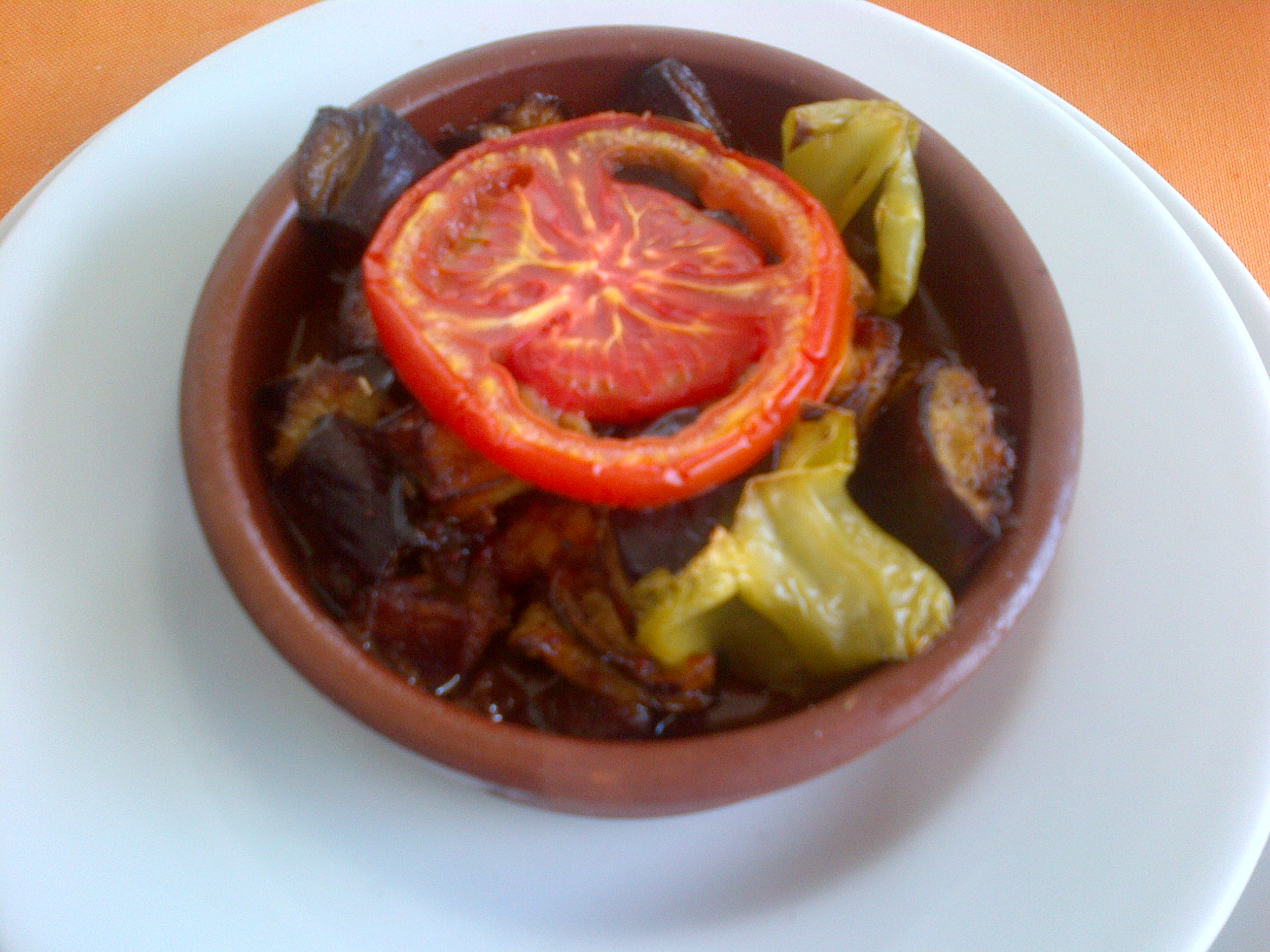
«Türlü güveç», servido en la cazuela del mismo nombre.

Güveç es el nombre en turco de varios platos de la cocina turca, como el karides güveç. 
El güveç más común y popular en Turquía es türlü güveç, un plato de verduras con o sin carne. Las verduras en este plato pueden variar según la estación, o disponibilidad, y el gusto de cada familia: Generalmente, lleva berenjenas, patatas, pimientos verde y rojo y judías verdes, como mínimo. Muchas veces se le agrega  calabacín y ocra también. La comida tiene como base un sofrito de cebollas con tomate (o salça, una pasta de tomate al estilo turco) y ajo.

## Variantes
- Türlü güveç - de verduras
- Kuzu güveç - de carne de cordero u oveja
- Dana güveç - de carne de ternera
- Karides güveç - de gambas y camarones
- Patlıcan güveç - de berenjena
- Güveç pilavı -  de pilav hecho al horno en una cazuela de barro[3]

El güveç turco se cocina en Grecia como giouvetsi, ‘olla de barro’. El nombre del plato eslavo đuveč tiene el mismo origen, pero la receta es bastante diferente del giouvetsi.

## Recipientes homónimos

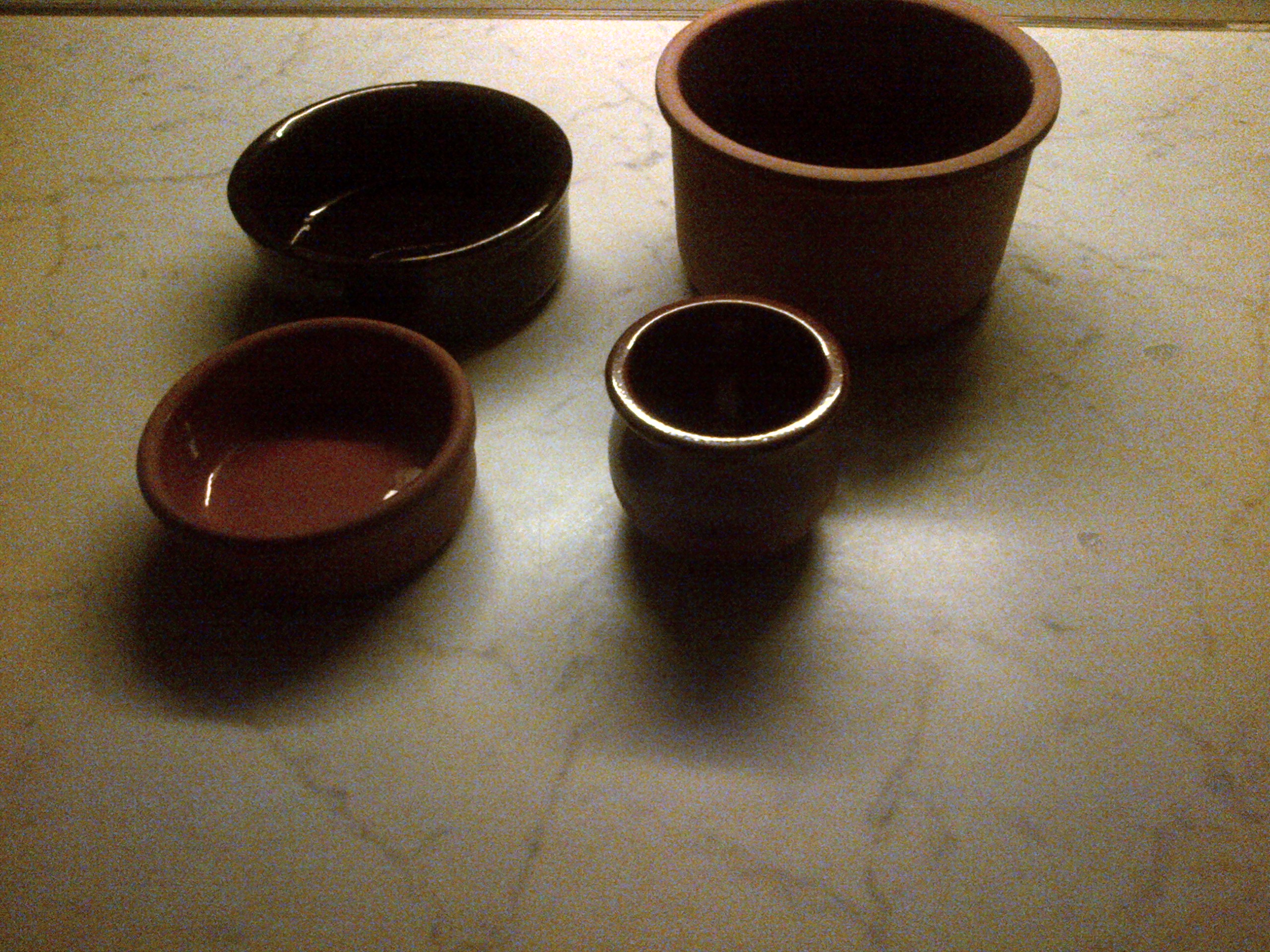
Variedades de "çömlek" de barro o «güveç» turcos.

Güveç, como término del idioma turco, denomina también una serie de variantes de ollas, potes, pailas, cazos y cazuelas de barro.